# Brest Challenger 2002
Il Brest Challenger 2002 è stato un torneo di tennis facente parte della categoria ATP Challenger Series nell'ambito dell'ATP Challenger Series 2002. Il torneo si è giocato a Brest in Francia dal 28 gennaio al 3 febbraio 2002 su campi in cemento indoor.

## Vincitori

### Singolare
Irakli Labadze ha battuto in finale  Paradorn Srichaphan con il punteggio di 6–4, 7–5.

### Doppio
Ben Ellwood /  Stephen Huss hanno battuto in finale  Jonathan Erlich /  Andy Ram con il punteggio di 6–1, 6–4.